# Labeser Heimatbriefe

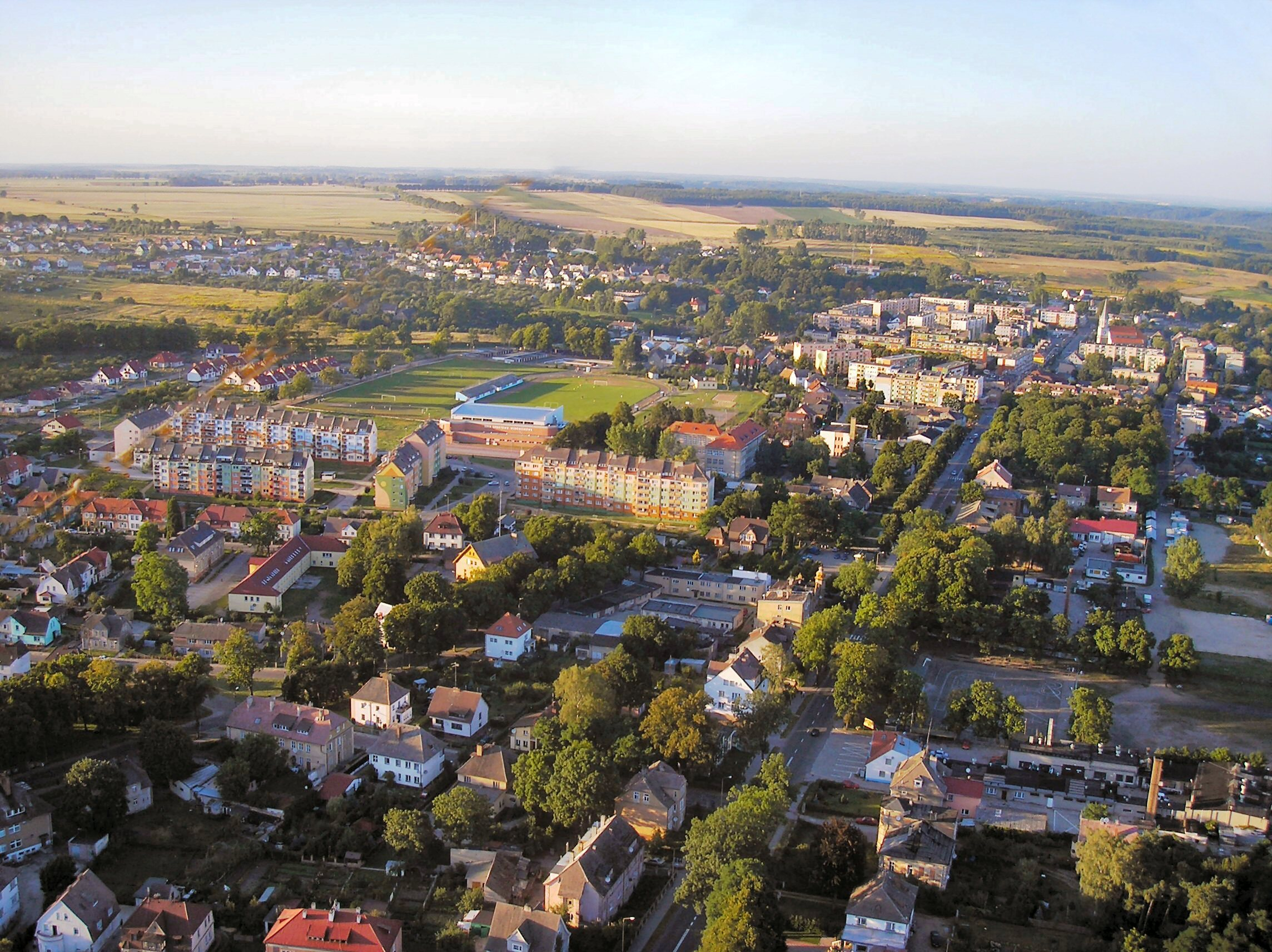
Łobez z lotu ptaka

Labeser Heimatbriefe – niemiecki biuletyn heimatowy wydawany dwa razy w roku (wiosna i jesień plus numery specjalne, format A4, 16 stron, ok. 1 300 egz.) w latach 1984-2014 (wcześniej bez nazwy) przez byłych mieszkańców Łobza, a od 1997 przez związek  Heimatgemeinschaft der Labeser.  Biuletyn był finansowany z dobrowolnych składek i rozprowadzany bezpłatnie w Niemczech w środowiskach osób wysiedlonych z Powiatu Regenwalde i w Polsce na terenie Łobza i Ziemi Łobeskiej.
Biuletyn zawierał podstawowe informacje dotyczące byłych mieszkańców Ziemi Łobeskiej, ich spotkań, organizowanych wycieczek grupowych i wyjazdów specjalnych do Łobza i Powiatu Łobez, oraz opracowania własne, wspomnienia, wiersze i przedruki z różnych źródeł dotyczące historii i kultury Łobza i Ziemi Łobeskiej.

## Historia
Już w 1945 po ucieczce i wysiedleniu z Powiatu Regenwalde, byli mieszkańcy Ziemi Łobeskiej spotykali się w różnych miejscach w Niemczech, aby wymieniać między sobą adresy. Początkowo doprowadziło to do mniejszych spotkań, w których uczestniczyło w latach 50. nawet ponad 100 uczestników przy pomocy pisemnych zaproszeń, okólników, biuletynów pisanych na maszynie i powielanych. Te okólniki należy uważać za poprzedników późniejszego Labeser Heimatbriefe dla Łobza i okolic i Regenwalder Heimatbrücke dla Reska i okolic. Pierwszymi redaktorami tych okólników, które nie były przeważnie numerowane byli Herbert Mittelstädt i Wolfgang Krause. Od 1978 roku wydawcą biuletynów został Arbeitsgemeinschaft Labes, którego przewodniczącym został Dietrich Dähn i wtedy ukazał się pierwszy biuletyn numerowany. Kolejna i ostatnia zmiana miała miejsce w 1984, kiedy to po raz pierwszy ukazał się kolejny biuletyn już z nazwą Labeser Heimatbriefe.
Z biegiem lat nakład biuletynu stale wzrastał, aż do około roku 2000, kiedy nastąpił naturalny spadek ze względu na rosnący wiek abonentów i przyczyny zdrowotne. W roku 1981 nakład wynosił 1 300 egz., w 1998 drukowano 3 000 egz., w 2002 nakład 2 800 egz., w roku 2006 nakład 1100 egz.
W 1986 w biuletynie pojawiły się pierwsze czarno-białe zdjęcia, a od 2005 roku pojawiają się już zdjęcia w kolorze. W roku 2006 redakcja Tygodnika Łobeskiego przygotowała wystawę prezentującą biuletyn i jego autorów. 

## Lista redaktorów naczelnych
Redaktorami Naczelnymi byli kolejno: Herbert Mittelstädt i Walter Krause (1979), Dietrich Dähn (1979-81), Georg Fenner (1985-87), Walter Nemitz i Jutta Löhr (1987-88), Wolfgang Tscherny (1988-91), Martin Marquardt (1991), Harald Gold (1993), Martin Marquardt (1993-94), Dieter Fröbel i Harald Gold (1995), Herbert Marquardt (1995-98), Sonja Maron (1998-2011), Dieter Fröbel (2011-2014). 

## Lista autorów tekstów i wierszy
Autorami tekstów byli: Walter Nemitz, Siegfried Hannemann, Wojciech Bajerowicz, Antoni Gutkowski, Ryszard Brodziński, Elisabeth von Borcke, Dieter Dähn, Margarete Techen, Georg Fenner, Konrad Kleist, Heinz Jandt,Walter Behnke, Karl Mühleiter, Georg Fenner, Irmgard Mohrmann, Margarete Magdalinski, Jutta Löhr (1933-2014), Gisela Grundler, Gerda Eckardt, Lydia Schwartze-Bartzlaff, Horst Czilwa, Werner Butzkies, Anneliese Kuhrt, Hartmut Joecks, Magdalene Hain, Friedrich Wilhelm Wockenfuß, Dieter Fröbel, Alfred Haenel, Erika Baumgarten, Sonja Maron (1952-2012), Gisela Knoop, Peter Hannemann, Jürgen Papendorff, Herbert Kroll, Hans Brimm, Margarete Ott, Heinrich Grütt, Waltraut Pretzell, Walter Manteufel, Kurt Preuß, Helga Reller, Arno Falk, Magdalene Utech, Ilse Reiff, Gerhard Klockow, Lise Peters, Christel Rosner, Manfred Koch, Peter schmidt, Gabriele Fricke, Karin Rutzen i inni. Autorami wierszy byli: Willi Hannemann (1906-1997), Richard Spreemann, Ingrid Winguth i inni.